# Bay Area thrash metal
Bay Area thrash metal ali samo Bay Area Thrash je stil thrash metala, ki se je začel razvijati v osemdesetih v San Franciscu, Kaliforniji (ta regija je znana tudi pod imenom Bay Area). Mnogi smatrajo ta čas in kraj za začetek thrash metala, speed metala in celo death metala.
V zgodnjih osemdesetih so nastajale skupine kot so Metallica, Exodus, Testament in Death Angel, ki so utemeljitelji te zvrsti. Leta 1985 se je z albumom Seven Churches skupine Possessed zgodila pomembna prelomnica metal glasbe. Album temelji na thrash metalu, a vključuje growl, kar je zelo vplivalo na bodoči razvoj death in black metala. Na te dve zvrsti sta imela velik vpliv tudi Slayerjev Reign in Blood in Scream Bloody Gore skupine Death.
V zgodnjih devetdesetih Bay Area Trash doživi zaton. Glavne skupine prično razpadati ali pa se komercializirati, prilagajati novim, modernejšim stilom glasbe. 
Avgusta 2001 je skupina Bay Area trash metal bendov organizirala Thrash of the Titans, da bi pomagali vokalistu Testamentov Chucku Billyu, ki se je bojeval z rakom. Nastopili so Vio-lence (brez Robba Flynna, ki je odšel k Machine Headom), Death Angel (brez kitarista Gusa Pepe), Heathen, Anthrax, Sadus, Stormtroopers of Death in |Exodus. Naključje, še isto leto umre Exodusov vokalist Paul Baloff, ki ga je zadela kap.
9. julija 2005 je bil organiziran Thrash Against Cancer. Nastopili so Testament, Lääz Rockit in Hirax.

## Glavne skupine
Megadeth, Slayer, Blind Illusion, Death Angel, Epidemic, Exodus, Forbidden, Heathen, Lääz Rockit, zgodnji Machine Head, zgodnja Metallica, Possessed, Testament, Vio-lence